# Nanoparche
Los nanoparches son una alternativa propuesta para las inyecciones hipodérmicas y que actualmente está en desarrollo. La idea central es introducir los fármacos en la piel de una manera segura e indolora.
Los nanoparches, del tamaño de un sello postal, introducirían en la piel la sustancia activa a través de cientos de filamentos microscópicos. Además de no causar dolor y de reducir el riesgo de contaminación y accidentes, los nanoparches no necesitarían refrigeración, por lo que su transporte sería más sencillo y barato.
En el caso de las vacunas, los nanoparches tendrían ventajas adicionales sobre las inyecciones tradicionales: las agujas hipodérmicas inyectan el antígeno en los músculos, pero estos tejidos tienen un bajo número de células del sistema inmunitario. En cambio, este tipo de células son mucho más numerosas en la piel, por lo que los nanoparches requerirían dosis mucho menores para obtener la efectividad de las inyecciones. Por otra parte, al no requerir refrigeración los nanoparches ayudarían a resolver el problema de distribución de las vacunas tradicionales, pues se estima que en algunas regiones del mundo la mitad de las vacunas puede tener una eficiencia menor por causa de una refrigeración inadecuada.
Constituyen una excelente alternativa para evitar la belonefobia (miedo a las  inyecciones y agujas).